# Eupetaurus nivamons
Eupetaurus nivamons — вид дуже великих білок-летяг із роду Eupetaurus. Він зустрічається на південно-східній околиці Гімалаїв, а саме на північному заході Юньнані та потенційно в М'янмі.
Вважається, що це сестринський вид до E. tibetensis, від якої він, ймовірно, відділився на межі пліоцену та плейстоцену. Він відрізняється від E. cinereus більш насиченим коричневим покривом спини, а від E. tibetensis — значно коротшим чорним кінчиком хвоста. Він також має набагато ширший рострум, ніж два інші види Eupetaurus.
Це було задокументовано (за допомогою зразків і зображень камерної пастки) з двох місцевостей; Гора Гаолігонг, найвища вершина гір Гаолігонг і природний заповідник, що охороняється державою, а також Снігова гора Білуо, яка наразі не охороняється. У 2020 році під час обстеження біорізноманіття, проведеного на північному заході Бутану, зображення шерстистої білки-летяги, дуже схожої на E. nivamons, були зроблені за допомогою фотопастки в межах національного парку Джігме Дорджі, хоча необхідні подальші дослідження для точної ідентифікації сфотографованого зразка. Вважається, що він мешкає на крутих скелях у альпійській тундрі, де харчується Juniperus squamata. Відомі докази активності виду навіть у найхолодніші та сніжні місяці року, що вказує на те, що він не впадає в сплячку та не мігрує з цього району. Через його рідкість і невелику територію існування, а також потенційну загрозу, з якою стикається його альпійське середовище існування через зміну клімату, було рекомендовано класифікувати його як види, близькі до загрозливого стану в Червоному списку МСОП.